# Serixia impuncticollis
Serixia impuncticollis là một loài bọ cánh cứng trong họ Cerambycidae.